# Niccoló Boldrini
Niccolò Boldrini (* Anfang des 16. Jahrhunderts in Vicenza, Italien; † nach 1566) war ein in Venedig tätiger Holzschneider der Renaissance. Bekanntheit erlangte er durch Tizian, als dessen Formenschneider er galt.

## Arbeit als Formenschneider Tizians

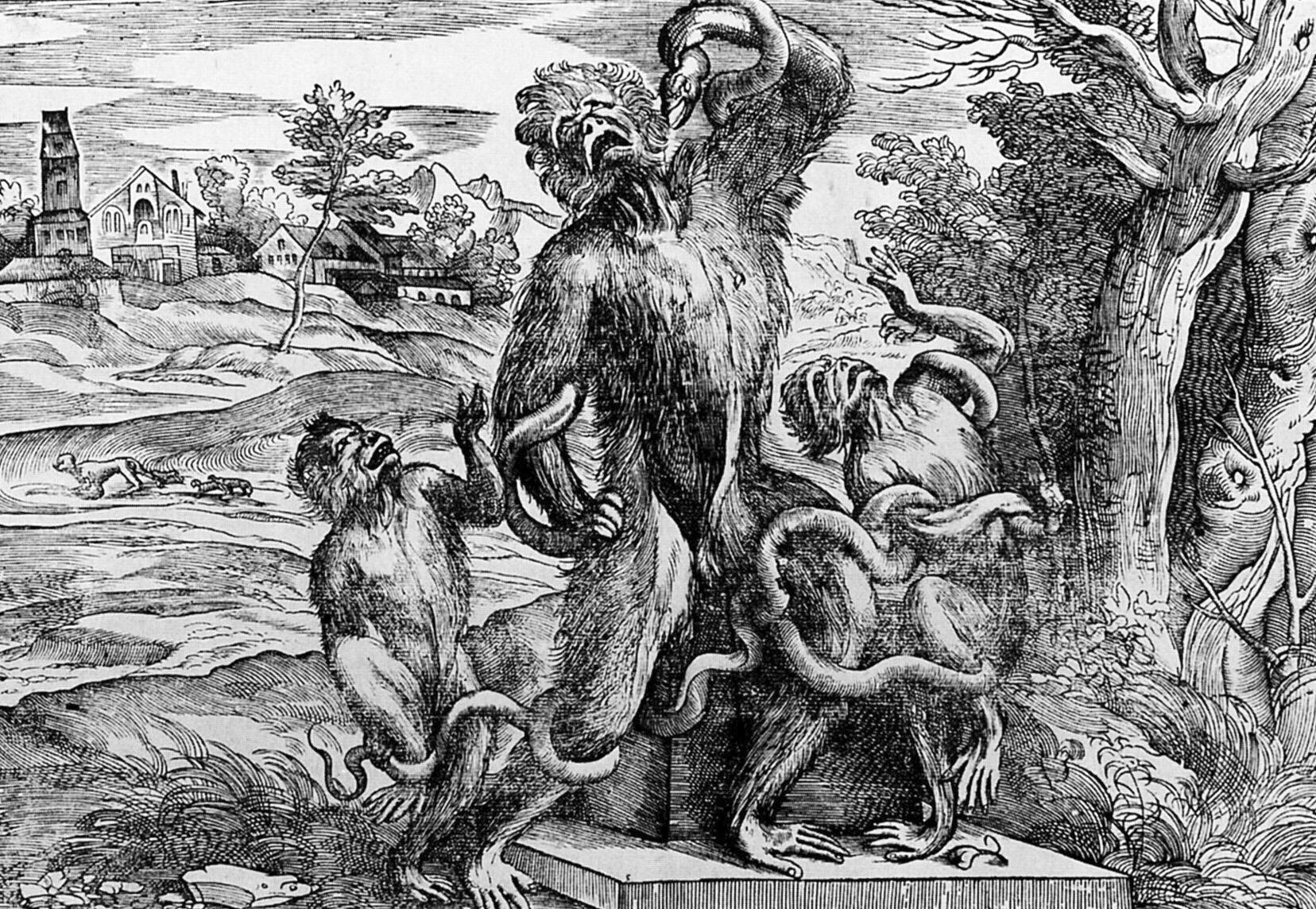
Karikatur der Laokoon-Gruppe mit Affen als Protagonisten

Vier Holzschnitte Tizians tragen Boldrinis Signatur. Jedoch nur einer, Venus und Amor im Wald von 1566, geht nachweislich auf eine Vorlage Tizians zurück. Nach einer eingehenden Analyse der Schneidetechnik Boldrinis wurden einige der ihm zugeschriebenen Werke wieder aus seinem Œuvre entfernt und Giovanni Britto zugeordnet, der ebenfalls ein Holzschneider des Cinquecento war. Berühmt geworden ist seine Karikatur der Laokoon-Gruppe mit Affen als Protagonisten, vermutlich ebenfalls nach einer Vorlage Tizians.
Von einer unmittelbaren Zusammenarbeit Tizians und Boldrinis berichtet Giorgio Vasari, von dem Holzschnitt Die Sechs Heiligen, bei diesem soll Tizian selbst seine Vorlage auf den Holzstock aufgetragen haben. Eine Signatur lässt sich jedoch auf diesem Werk nicht finden, auf einem anderen Werk, Venus und Amor, das nicht nur signiert, sondern sogar auf 1566 eindeutig datiert ist, ist die Inschrift titianus inv / Nicolaus Boldrinus / Vicenti[n]us inci/debat. 1566 eingetragen. Dies stellt eine direkte Verbindung zwischen dem Holzschneider und dem Künstler dar.